# SJ X12
Die Baureihe SJ X12 ist eine normalspurige schwedische Elektrotriebzugbaureihe. Sie wurde von Asea Brown Boveri auf der Basis der Baureihe SJ X10 entwickelt. Zwischen 1991 und 1994 wurden insgesamt 18 Einheiten von Asea Brown Boveri für den Betrieb mit 15 kV 16,7 Hz Wechselstrom gebaut.

## Technische Ausstattung
Die Fahrzeuge bestanden aus zwei Fahrzeugteilen, dem angetriebenen X12A und dem Steuerwagen X12B. Der X12A war bei Lieferung mit Abteilen der 1. und 2. Klasse ausgestattet, der X12B besaß nur die 2. Klasse. Sie hatten gegenüber dem X10 einen komfortablerem Innenraum, Toilette und nur ein Türpaar pro Wagen, dazu bei gleichen Sitzen größere Beinfreiheit in der 1. Klasse. In einem Wagen wurde eine kleine Küchenzeile installiert.
Die Triebzüge erhielten das blaue Farbschema von SJ und wurden in Östergötland in den Regionalverkehr integriert. Kurze Zeit wurden X12 auf dem schwedischen Teilstück der Bahnstrecke Luleå–Narvik und der Bahnstrecke Sundsvall–Storlien eingesetzt. Es wurde ein kurzfristiger Versuch unternommen, den X12 auf der Strecke Stockholm–Sundsvall–Långsele zu verwenden, jedoch war die Strecke angesichts des Komforts des Zuges viel zu lang.

## Einsatz
Die Züge wurden zuerst bei Statens Järnvägar eingesetzt, später wanderten sie in den Länstrafik (deutsch Regionalverkehr). Von 1997 bis Anfang des 21. Jahrhunderts wurden acht Garnituren an Västmanlands Lokaltrafik und Upplands Lokaltrafik (UL) verliehen. Die von UL verwendeten Garnituren erhielten die Nummern 51–53.
2012/2013 erfolgte von SJ die Umrüstung der vier im Mälardalen und in Östergötland verbleibenden Triebwagen. Sie erhielten neue Sitze, Gepäckablagen und Steckdosen sowie eine graue Farbgebung. Wie bei den Västtrafik-Zügen wurde die 1. Klasse aufgegeben. Die Wagen verfügen über Rollstuhlrampen, Rollstuhlstellplätze und angepasste Toiletten. Um mit dem Rollstuhl in das Fahrzeug zu gelangen, ist jedoch Unterstützung durch das Zugpersonal erforderlich.
2021 waren noch X12 3194 und 3220–3222 im Einsatz.

## SSRT X12
X12 3191–3193 gingen bei der Aufteilung der Staatsbahn in für die verschiedenen Bereiche wie Netz und Betrieb 2001 an Affärsverket Statens Järnvägar und bekamen das Eignerkennzeichen SSRT, was als Abkürzung für Züge der Schwedischen Staatsbahn (Swedish State Railways Trains) angesehen werden kann. Affärsverket Statens Järnvägar wurde 2012 aufgelöst und die Triebzüge an Trafikverket übergeben. 2013 kaufte Transitio diese im Auftrag von Västmanlands Lokaltrafik, die sie danach anmietete.
Die drei Triebwagen wurden im Dezember 2020 abgestellt, weil sie durch die Anlieferung der neuen Transitio ER1 nicht mehr benötigt wurden. Im Winter 2020 und Frühjahr 2021 wurde versucht, die Einheiten zu vermieten oder zu verkaufen, was aber nicht gelang. Im Juni 2021 wurden X12 3191–3192 auf den Schrottplatz in Nykroppa und X12 3193 nach in das Betriebswerk in Tillberga verbracht, wo vor der Verschrottung noch Ersatzteile ausgebaut wurden.

## Umbau zu X14
Die beiden Züge X12 3223 und 3190, die bei Östgötatrafiken eingesetzt waren, wurden in den Jahren 2000 und 2008 in die Baureihe X14 umgebaut.

## Västtrafik X12
Seit Beginn der 2000er Jahre wurden bei Västtrafik die neun Fahrzeuge X12 3195–3197 und 3214–3219 eingesetzt. 2008 beschloss Västtrafik, diese Züge zu kaufen. Sie wurden modernisiert und erhielten eine gelbe Lackierung. Dabei wurde die 1. Klasse aufgelöst und in 2. Klasse umgebaut.
Die von Västtrafik eingesetzten X12 und X14 wurden seit 2017 bei Alstom in Motala modernisiert, zehn wurden bis Ende Februar 2020 umgebaut. Alle 18 Zuggarnituren waren im Herbst 2020 fertig. Diese Züge werden noch zehn Jahre im Einsatz sein.
Diese Züge werden als Regionalzügen auf der Älvsborgsbana Uddevalla–Herrljunga–Borås und der Viskadalsbana Borås–Varberg sowie auf der Bohusbana und zwischen Göteborg und Borås eingesetzt.
2018 befuhren die Züge die Strecke Sala–Västerås–Eskilstun–Linköping, den sogenannten Uven-tåget. Dabei nutzen sie die einspurige Bahnstrecke Kolbäck–Oxelösund, die doppelspurige Bahnstrecke Stockholm–Örebro zwischen Västerås N und Kolbäck sowie die zweigleisige Södra stambana zwischen Flen und Linköping.
Ab 2020 sollte dieser Verkehr mit neuen Stadler Dosto-Doppelstockzügen Transitio ER1 durchgeführt werden.